# 이치훈
이치훈(1988년 4월 30일 ~ 2020년 3월 19일)은 대한민국의 가수 출신 모델이었다.

## 생애
부산광역시에서 태어나 2009년 《연예 인사이드》로 데뷔하였으며, 2010년 《꽃미남 주식회사》라는 그룹으로 활동하다가 모델로 활동하였다.

## 출연작

### 예능
- 2009년 Y-STAR 《연예 인 사이드》
- 2009년 Y-STAR 《얼짱시대》
- 2009년 Y-STAR 《얼짱시대 2》
- 2010년 Y-STAR 《꽃미남 주식회사》
- 2011년 Y-STAR 《얼짱시대 5》